# GIGN la BD
 (mai 2021).
Si vous disposez d'ouvrages ou d'articles de référence ou si vous connaissez des sites web de qualité traitant du thème abordé ici, merci de compléter l'article en donnant les références utiles à sa vérifiabilité et en les liant à la section « Notes et références ».
GIGN la BD est une série de bande dessinée créée par Jean-Luc Calyel, Laurent André et Pascal Pelletier en 2019, sur le thème du GIGN. En 2020, il est fait appel à Damien Bouché comme dessinateur (tome 2).

## Synopsis
La BD présente la vie d'un groupe d’élite de la Gendarmerie nationale relatant différentes missions qui leur sont confiées,. La BD retrace les périples d’un héros prénommé « Fred » au travers d’histoires dessinées d’une façon très réaliste. On peut y retrouver notamment le récit de la prise d'otages de Loyada et la prise d'otage du vol Air France à l'aéroport de Marignane en 1994.
D'après l'éditeur, il s'agit de la première bande dessinée sur le GIGN.
Lors de la sortie du tome 1 en septembre 2019, il est indiqué qu'un pourcentage sur le prix de vente sera reversé à la FAVT (Fondation d’Aide aux Victimes du Terrorisme),.
En 2021, le tome 3 de GIGN - Origines est axé sur la prise d'otages de Loyada. Le scénariste s'est appuyé sur les vrais témoignages des survivants. Par ailleurs Christian Prouteau a suivi de près l'avancée de la BD qui a été réalisée en l'espace de deux mois. La BD est présentée en exclusivité le 5 novembre 2021 au siège de l'École des officiers de la Gendarmerie nationale en présence des survivants.

## Albums
- 1. Le devoir d'agir, A&H, septembre 2019
Scénario : Jean-Luc Calyel - Dessin : Pascal Pelletier -  (ISBN 979-1095857495)
- 2. Nouvelle ère, A&H, novembre 2020
Scénario : Jean-Luc Calyel - Dessin : Damien Bouché -  (ISBN 979-1095857297)[7]
- 3. Origines, A&H, novembre 2021
Scénario : Laurent André - Dessin : Pascal Pelletier -  (ISBN 979-10-95857-87-7)[6]
- 4. Marignane, A&H, janvier 2023
Scénario : Laurent André - Dessin : Pascal Pelletier -  (ISBN 979-10-95857-99-0)[6]

## Récompense
La bande dessinée reçoit le prix de la BD lors du salon du livre de Rambouillet.